# Merghindeal
Merghindeal (deutsch Mergeln, siebenbürgisch-sächsisch Marjeln, ungarisch Morgonda) ist eine Gemeinde im Kreis Sibiu in der Region Siebenbürgen in Rumänien.
Der Ort ist auch unter den deutschen Bezeichnungen Märgeln, Merglen, Mergental und Marienthal bekannt.

## Geographische Lage

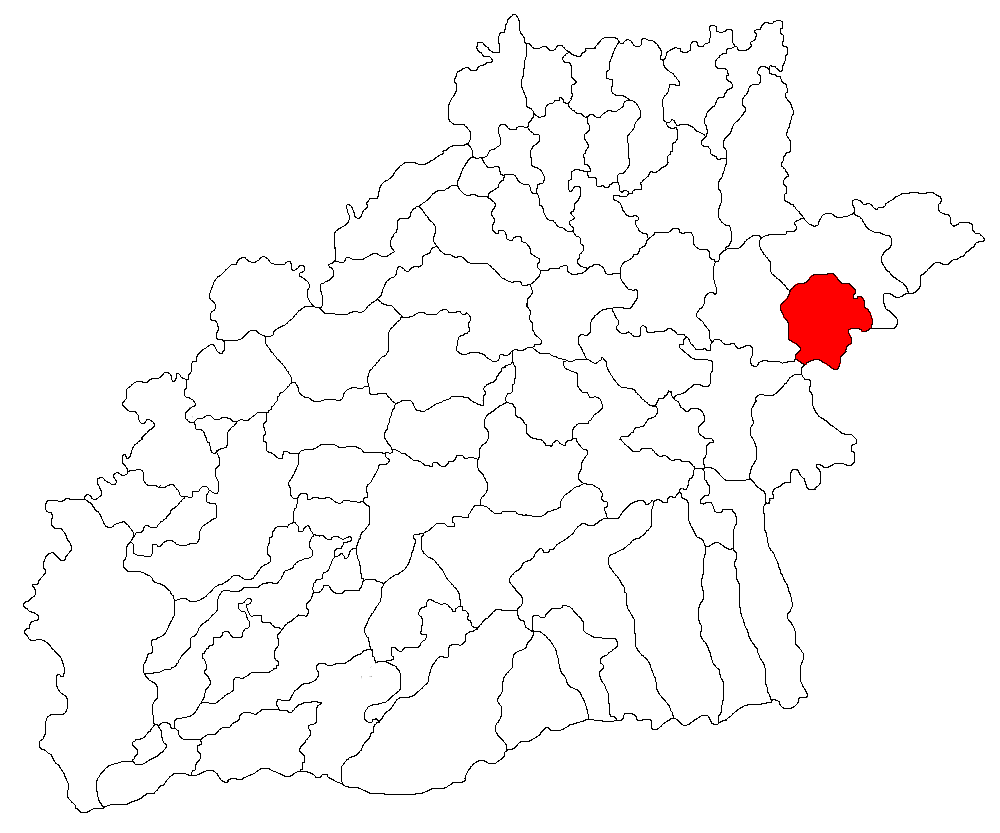
Lage der Gemeinde Merghindeal im Kreis Sibiu

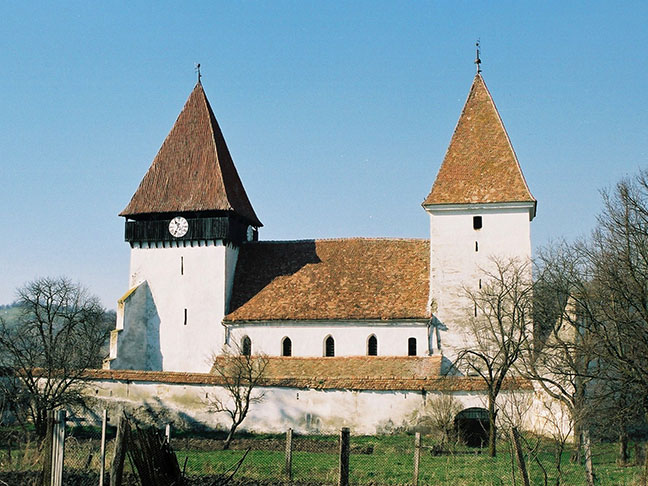
Die Kirchenburg von Merghindeal

Die Gemeinde Merghindeal liegt im Nordosten des Kreises Sibiu etwa acht Kilometer außerhalb des Harbachtals im historischen Altland. An der Kreisstraße (drum județean) DJ 105 befindet sich der Ort etwa 70 Kilometer nordöstlich der Kreishauptstadt Sibiu (Hermannstadt) und 7 Kilometer östlich von Agnita (Agnetheln) entfernt.
In der Mergelner Katastralgemeinde Dealu Frumos (Schönberg) befindet sich der geografische Mittelpunkt Rumäniens (⊙) in seinen heutigen Staatsgrenzen.

## Geschichte
Die Siedlung wurde 1336 als Mergendhal erstmals urkundlich erwähnt. Über viele Jahrhunderte stellten die Siebenbürger Sachsen die Bevölkerungsmehrheit im Ort. Mergeln gehörte innerhalb der siebenbürgischen Administration zum Schenker Stuhl.
Im Jahr 1786 wurden insgesamt 817 Einwohner gezählt. Durch die Auswanderungswelle Anfang der 1990er Jahre ist die Anzahl der deutschen Bewohner bis 2003 auf 19 gesunken. 2011 wurden auf dem Gebiet der Gemeinde 16 Rumäniendeutsche registriert.

## Sehenswürdigkeiten
- Die Kirchenburg aus dem Ende des 13. Jahrhunderts wurde 1600 bei der Invasion Siebenbürgens durch die Soldateska des walachischen Woiwoden Mihai Viteazul (Michael der Tapfere) verwüstet; eine Inschrift an der Kirche erinnert an das Ereignis.[4] 1634 wurde die Kirche wieder instand gesetzt; weitere Sanierungen erfolgten 1732, 1773 und 1803. Der hölzerne Wehrgang wurde im 19. Jahrhundert abgetragen, ebenso wurden Ende des 19. Jahrhunderts der Nordost- und Nordwestturm abgetragen. 1960 wurde ein Teil der östlichen Ringmauer, 1962 ihr Nordwestteil repariert. Die Umfassungsmauer bildet ein unregelmäßiges Viereck mit noch zwei erhaltenen von ursprünglich vier Ecktürmen. Die Kirchenburg und auch das ehemalige Rathaus (im 19. Jahrhundert errichtet), stehen unter Denkmalschutz.[5]